# Poligny (Jura)
Poligny község Franciaország Burgundia-Franche-Comté régiójában, Jura megyében. 2025. január 1-jén a korábbi Poligny és Vaux-sur-Poligny község egyesült, és az így létrejött új község megtartotta az addigi Poligny nevet.
Lakosainak száma 4089 fő (2022. január 1.). Poligny Tourmont, Saint-Lothain, Pupillin, Arbois, Molain, Grozon, Miéry, Besain, Chamole, Barretaine, Chaussenans, Plasne, Picarreau, Le Fied és Buvilly községekkel határos.

## Népesség
A település népességének változása:

| 2021 | 4 088 |
| 2022 | 4 089 |